# Pingasa alba
Pingasa alba là một loài bướm đêm trong họ Geometridae.